# Manuel (kommun)
Manuel är en kommun i Spanien.   Den ligger i provinsen Província de València och regionen Valencia, i den östra delen av landet, 300 km sydost om huvudstaden Madrid. Antalet invånare är 2 546. Arean är 6,0 kvadratkilometer. Manuel gränsar till L'Ènova, La Pobla Llarga, Sant Joanet, Senyera, Villanueva de Castellón och Xàtiva. 
Terrängen i Manuel är platt.